# Cassandane
Cassandane ou Cassandana (grec ancien : Κασσανδάνη Kassandanē) est une femme de la noblesse achéménide et l'une des femmes (« sa préférée » selon Hérodote) de Cyrus le Grand.
Elle porte quatre enfants de Cyrus (peut-être cinq si l'on se fie à certaines sources de l'époque) : Cambyse, qui succède à son père et conquiert l'Égypte, Bardiya qui règne aussi en tant que prince de la Perse mais durant une courte période, Atossa qui est l'épouse de Darius Ier, et une autre fille nommé Roxana.
Quand Cassandane meurt, Hérodote nous rapporte que tout l'empire de Cyrus observe « un grand deuil ». D'après la Chronique de Nabonide, une cérémonie de deuil de six jours eut lieu à Babylone.
M. Boyce suggère que sa tombe pourrait se trouver à Pasargades.